# Andrea Cordero Lanza di Montezemolo
Pour les articles homonymes, voir Cordero, Lanza et Montezemolo (homonymie).
Andrea Cordero Lanza di Montezemolo, né le 27 août 1925 à Turin et mort le 19 novembre 2017 à Rome, est un prélat italien, diplomate et héraldiste du Saint-Siège avant d'être nommé archiprêtre de la basilique Saint-Paul-hors-les-murs et créé cardinal par Benoît XVI en 2006 .

## Biographie

### Formation
Andrea Cordero Lanza di Montezemolo est le fils de Giuseppe Cordero Lanza di Montezemolo, victime du massacre des Fosses ardéatines, et d'Amalia Dematteis.
Après des études en architecture, il est entré au séminaire et a obtenu un baccalauréat canonique en philosophie et une licence canonique en théologie à l'université pontificale grégorienne à Rome.
Il a été ordonné prêtre le 13 mars 1954 par le cardinal Luigi Traglia.
Il a complété sa formation après la prêtrise par des études en droit canon à l'université pontificale du Latran.

### Prêtre
Andrea Cordero Lanza di Montezemolo a consacré l'essentiel de son ministère à la diplomatie vaticane à travers le monde : au Mexique (en) de 1960 à 1964, au Japon (en) de 1964 à 1965, au Kenya (en), en Ouganda (en) et en Tanzanie (en) de 1965 à 1968, avant de rejoindre la Secrétairerie d'État en 1968.
Il est nommé secrétaire du Conseil pontifical « Justice et Paix » en 1976.

### Évêque
Nommé nonce apostolique en Papouasie-Nouvelle-Guinée (en) et dans les Îles Salomon (en) le 5 avril 1977 avec le rang d'archevêque, Andrea Cordero Lanza di Montezemolo est consacré le 4 juin de la même année par le cardinal français Jean-Marie Villot avec comme co-consécrateurs Bernardin Gantin et Duraisamy Simon Lourdusamy.
Il est ensuite nommé successivement nonce au Nicaragua (en) et au Honduras (en) en 1980, nonce en Uruguay (en) en 1986, délégué apostolique à Jérusalem et en Palestine en 1990, pro-nonce à Chypre (en) en 1990, nonce en Israël (en) en 1994, nonce en Italie (en) et à Saint-Marin (en) de 1998 à 2001.
À la suite de l'élection de Benoît XVI, c'est lui qui présente et explique le blason du nouveau pape.
Le 31 mai 2005, il devient archiprêtre de la basilique Saint-Paul-hors-les-murs. Il est remplacé en juillet 2009 par Francesco Monterisi.

### Cardinal
Benoît XVI l'a créé cardinal lors du consistoire du 24 mars 2006, avec le titre de cardinal-diacre de Santa Maria in Portico Campitelli.
Ayant déjà 80 ans lors de sa création, il ne peut pas participer au conclave de 2013 qui voit l'élection du pape François.
Le 20 juin 2016 au cours du consistoire ordinaire public convoqué par le pape François à l'occasion de l'annonce solennelle de prochaines canonisations, il est élevé à l'ordre des cardinaux-prêtres, et conserve son titre qui est élevé pro hac vice comme paroisse.

### Honneurs
- Bailli grand-croix d'honneur et de dévotion de l'ordre souverain de Malte (2006)[4]

## Succession apostolique
Andrea Cordero Lanza di Montezemolo a ordonné les évêques suivants :
- Archevêque Karl Hesse (de), M.S.C. (1978)
- Évêque George To Bata (de) (1978)
- Évêque Carlos José Santi Brugia (es), O.F.M. (1982)
- Évêque Luis Alfonso Santos Villeda (es), S.D.B. (1984)
- Évêque Pedro Lisimaco de Jesús Vilchez (es) (1984)
- Évêque Pablo Ervin Schmitz Simon (en), O.F.M.Cap. (1984)